# Sisophon
Sisophon (khmeră សិរីសោភ័ណ) este un oraș din Cambodgia.